# Jerzy Gołubowicz
Jerzy Gołubowicz (ur. 10 lutego 1947 w Zabrzu, zm. 7 sierpnia 2024) – polski samorządowiec, prezydent Zabrza w latach 2002–2006, autor książek, naukowiec PAN i biznesmen, skazany za zabójstwo.

## Życiorys
W latach 1984–1986 był przewodniczącym zabrzańskiej Rady Miejskiej Patriotycznego Ruchu Odrodzenia Narodowego. Od 1986 był pierwszym sekretarzem Komitetu Miejskiego PZPR w Zabrzu, aż do rozwiązania tej partii w 1990. Następnie pozostał bezpartyjny. W latach 2002–2006 był prezydentem miasta Zabrze, wybrany został z ramienia SLD-UP, nie ubiegał się o reelekcję.
Był zastępcą dyrektora ds. ogólnych Instytutu Podstaw Inżynierii Środowiska PAN w Zabrzu. Był też zatrudniony na Wydziale Techniki i Informatyki Śląskiej Wyższej Szkoły Zarządzania im. gen. Jerzego Ziętka w Katowicach oraz na Wydziale Organizacji i Zarządzania Politechniki Śląskiej. Był współautorem 36 publikacji naukowych, w tym 12 zagranicznych.

### Proces karny
W listopadzie 2009 Jerzy Gołubowicz został zatrzymany, a następnie tymczasowo aresztowany pod zarzutem zabójstwa Lecha Frydrychowskiego, którego miał dopuścić się 17 sierpnia 2008 w Wymysłowie w powiecie będzińskim, gdzie wraz z trzema bandytami miał skrępować, a następnie podciąć gardło ofierze. Obrońcą byłego prezydenta została adwokat Małgorzata Bednarska-Myczkowska, a po roku dołączył do niej adwokat Robert Dopierała. Po trwającym ponad dwa lata procesie Sąd Okręgowy w Katowicach skazał Jerzego Gołubowicza na 25 lat pozbawienia wolności. W uzasadnieniu wyroku sędzia wskazał, że choć nie ma bezpośrednich świadków zabójstwa, to wiele wyjaśniają opinie biegłych. Oskarżonymi w tej samej sprawie byli również Robert i Rafał T. (bracia) oraz Mariusz F., którzy na mocy wyroku sądowego również zostali skazani za udział w zabójstwie Lecha Frydrychowskiego na karę 25 lat pozbawienia wolności. Na karę dwóch lat pozbawienia wolności w zawieszeniu został skazany piąty oskarżony Tomasz L., który według sądu miał pomóc wspólnikom w uprowadzeniu ofiary. Zdaniem prokuratury motywem zbrodni były nieporozumienia na tle finansowym wynikające z zaciągniętego długu u ofiary w wysokości prawie miliona złotych. Jerzy Gołubowicz nie przyznał się do popełnienia zbrodni. Adwokaci twierdzili, że wyrok wydano z naruszeniem prawa, a ocenę dowodów przeprowadzono nielogicznie. W kwietniu 2014 Sąd Apelacyjny skierował sprawę byłego prezydenta do ponownego rozpatrzenia, uchylając wyrok I instancji z uwagi na ważne uchybienia mające miejsce w pierwszym procesie. 15 kwietnia 2016 Sąd Okręgowy w Katowicach nieprawomocnym wyrokiem skazał go na 25 lat pozbawienia wolności. W styczniu 2017 Sąd Apelacyjny w Katowicach utrzymał wyrok w mocy, który uprawomocnił się.

## Śmierć
Zmarł 7 sierpnia 2024 roku, odsiadując aktywny wyrok za morderstwo. Został pochowany na cmentarzu komunalnym w Zabrzu.

## Odznaczenia
- Srebrny i Złoty Krzyż Zasługi[potrzebny przypis]
- Nagroda Państwowa I stopnia[potrzebny przypis]
- Nagroda Naukowa PAN[potrzebny przypis]